# إدواردو سوسا
ادواردو سوسا (بالإسبانية: Eduardo José Sosa Vegas)‏ (20 يونيو 1996 بباريناس في فنزويلا - ) هو لاعب كرة قدم فنزويلي في مركز الوسط. لعب مع كولومبوس كرو ونادي زامورا.

## وصلات خارجية
- إدواردو سوسا على موقع الدوري الأمريكي (الإنجليزية)
- إدواردو سوسا على موقع قاعدة بيانات كرة القدم.إي يو (الإنجليزية)
- إدواردو سوسا على موقع Soccerbase.com (لاعب) (الإنجليزية)
- إدواردو سوسا على موقع Soccerway.com (الإنجليزية)
- إدواردو سوسا على موقع عالم كرة القدم.نت (الإنجليزية)
- إدواردو سوسا على موقع AS.com (الإسبانية)